# Czarnobrody (film amerykański)
Czarnobrody (ang. Blackbeard) – amerykański telewizyjny film przygodowy z 2006 roku. Film zrealizowany na podstawie biografii Czarnobrodego, słynnego angielskiego pirata.

## Główne role[1]
- Angus Macfadyen – Czarnobrody
- Mark Umbers – Robert Maynard
- Richard Chamberlain – gubernator Charles Eden
- Jessica Chastain – Charlotte Ormand
- Rachel Ward – Sally Dunbar
- Stacy Keach – kapitan Benjamin Hornigold
- Christopher Clyde-Green
- Anthony Green – Israel Hands
- Nicholas Farrell – Tobias Knight
- David Winters – Silas Bridges